# Competencia intraespecífica

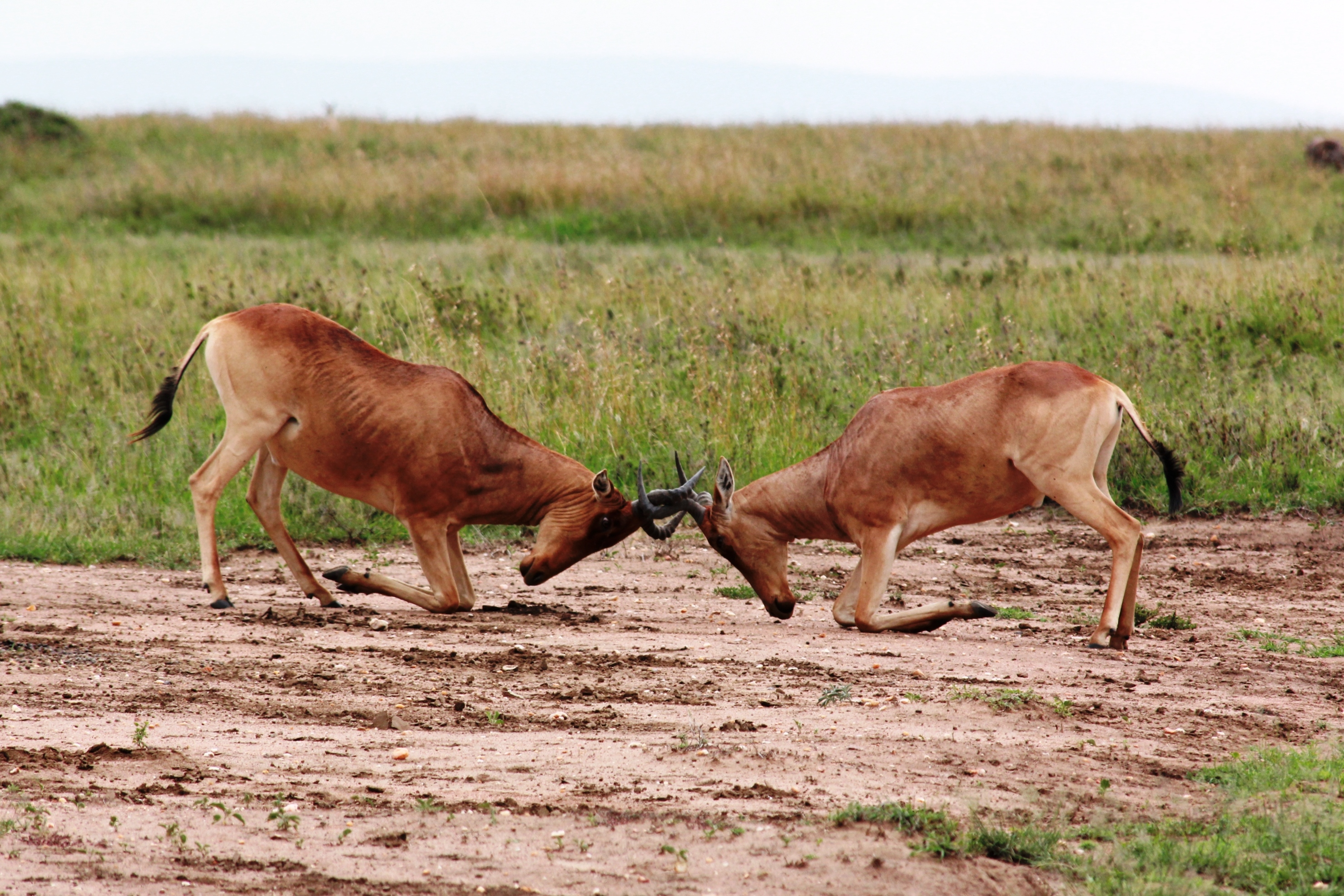
Los machos de búbalo luchan por defender sus territorios. Es un ejemplo de competencia directa.

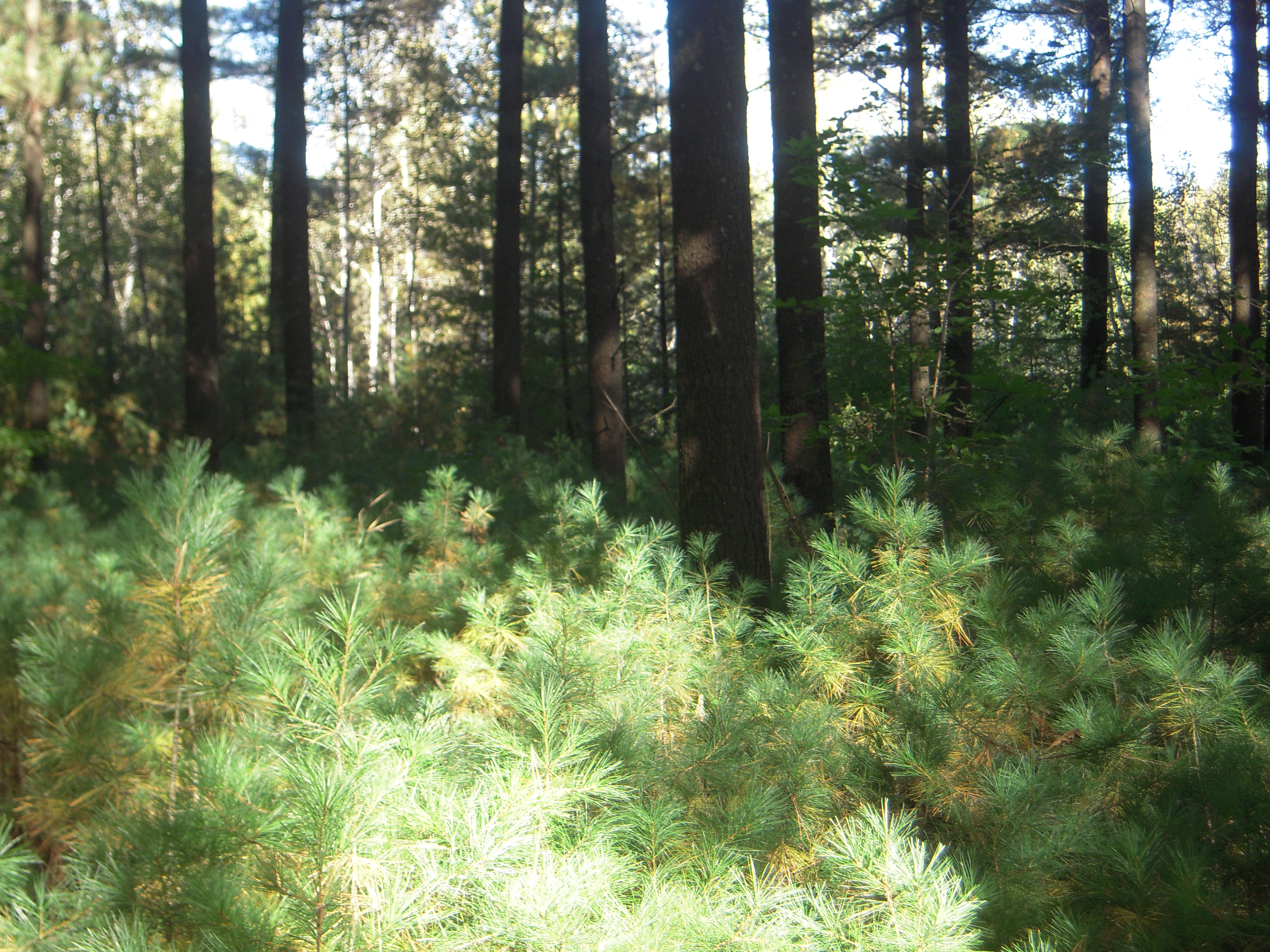
Los brotes nuevos compiten entre sí y con los árboles adultos por la luz.

En ecología de poblaciones la competencia intraespecífica es la interacción que se produce cuando los miembros de la misma especie compiten por recursos limitados, lo que reduce la aptitud de todos los individuos de la población. En cambio, la competencia interespecífica sucede cuando miembros de distintas especies compiten por los mismos recursos. Los miembros de la misma especie tienen necesidades de recursos muy similares, mientras que las especies diferentes tienen menores necesidades en común, por lo que la competencia intraespecífica generalmente es una influencia más fuerte que la competencia interespecífica.
Los individuos de las especies animales y vegetales pueden competir por sus alimentos, el agua, el espacio, la luz, la posibilidad de aparearse o cualquier otro recurso limitado que puedan necesitar para sobrevivir y reproducirse. Para que exista competencia el recurso debe ser limitado; si cada individuo puede conseguir la cantidad suficiente de todos los recursos necesarios entonces no compiten, y la población crece exponencialmente. El crecimiento exponencial es muy raro en la naturaleza porque los recursos suelen ser finitos y no todos los individuos de una población pueden conseguir los necesarios para sobrevivir, lo que conduce a la competencia intraespecífica por estos recursos escasos. Cuando los recursos están limitados el incremento de la población reduce la cantidad de recursos disponibles para cada individuo, como resultado afecta la probabilidad  de supervivencia y reproducción,  es lo que se denomina  competenica intraespecífica y es dependiente de la densidad. El crecimiento poblacional continuo ha sido simulado por Modelo logístico continuo o  funciones logísticas. La tasa de cambio o de incremento de la densidad de la población llega a ser finalmente cero en la densidad poblacional  que se denomina capacidad de carga (K). La capacidad de carga de una población es el número máximo (n rango de densidades) de individuos que pueden vivir de forma estable en esa población en ese tiempo y espacio.
La competencia intraespecífica no consiste solo en interacciones directas entre miembros de la misma especie (como los machos de ciervo peleando para competir por las hembras), denominada competencia por Interferencia. También existe la competencia por Explotación, que implica interacciones indirectas, como cuando los individuos consumen un recurso de manera que quedan cantidades insuficientes del mismo para otros individuos de la población; en este caso los individuos no tienen que estar ni siquiera en contacto físico.
La forma en la que se reparte el recurso entre los organismos en competencia también puede variar, y según sea la competencia será anárquica o no jerarquizada o jerarquizada. La competencia anárquica se produce cuando un recurso se distribuye de forma relativamente equitativa entre la población, ya que todos los individuos tienen la misma posibilidad de acceso para explotar la fuente del recurso común. En cambio en la competencia regulada la distribución del recurso se produce de forma desigual, y ocurre cuando existen jerarquía de dominancia en la población que influyen en la cantidad de recursos que cada individuo puede obtener. Los idividuos domiates están en la cumbre de la jerarquía y consiguen una cantidad suficiente de recursos, mientras que los individuos subordiados no siempre obtienen los recursos necesarios.

## Mecanismos

### Directos

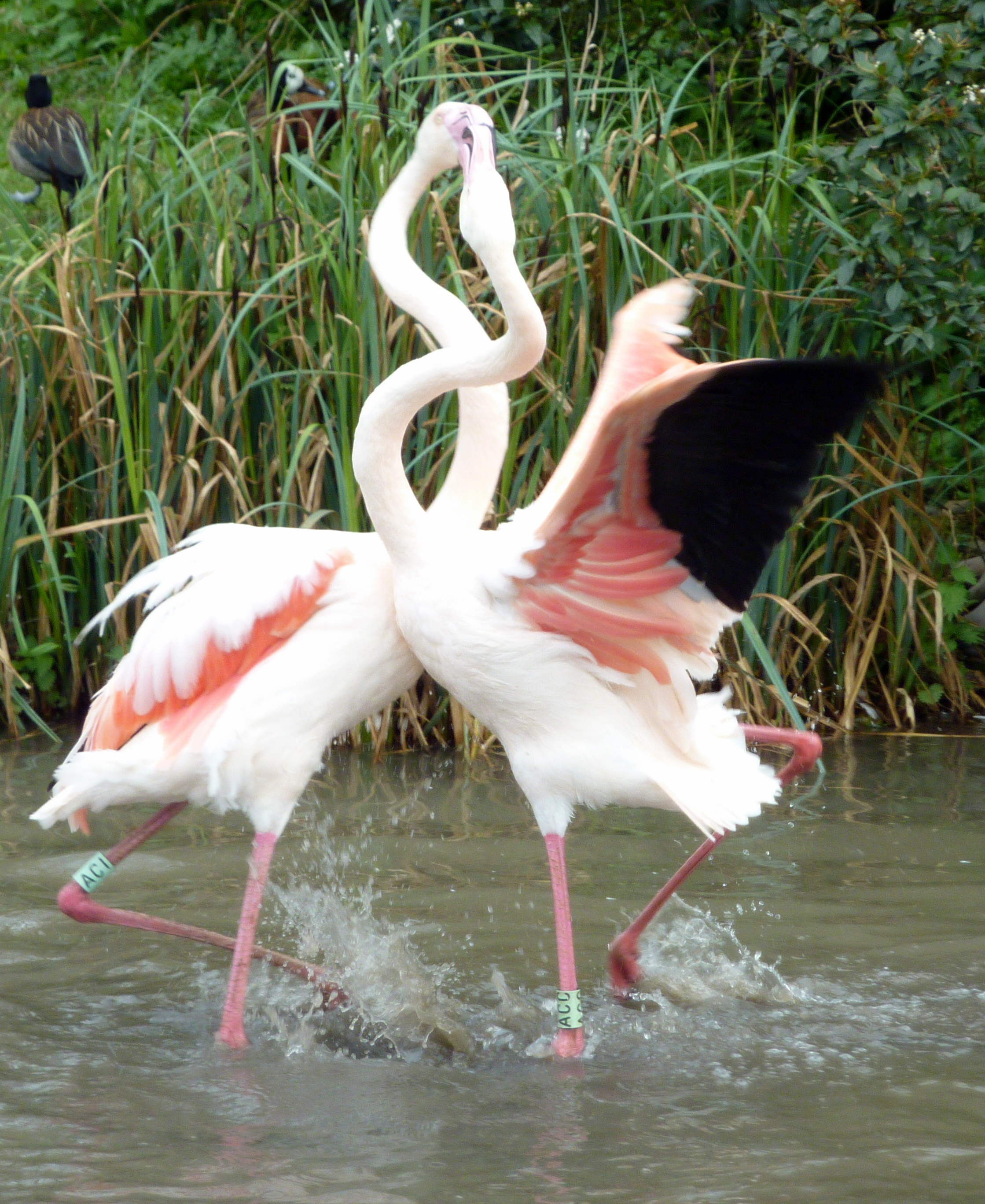
Los flamencos como otros animales se muestran más agresivos con los demás miembros de su especie en la época de cría.

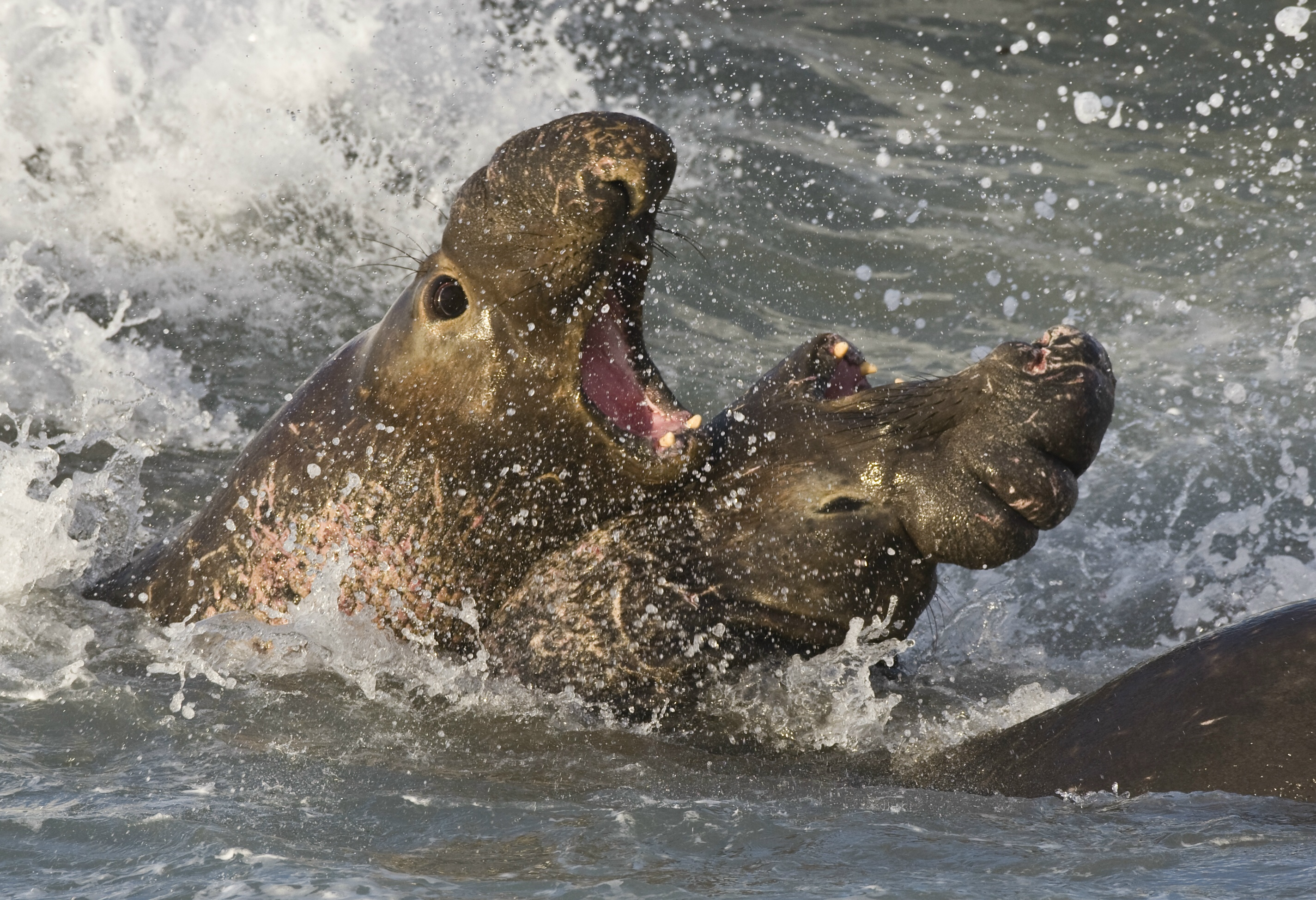
Entre los elefantes marinos solo los machos más fuertes y dominantes logran reproducirse.

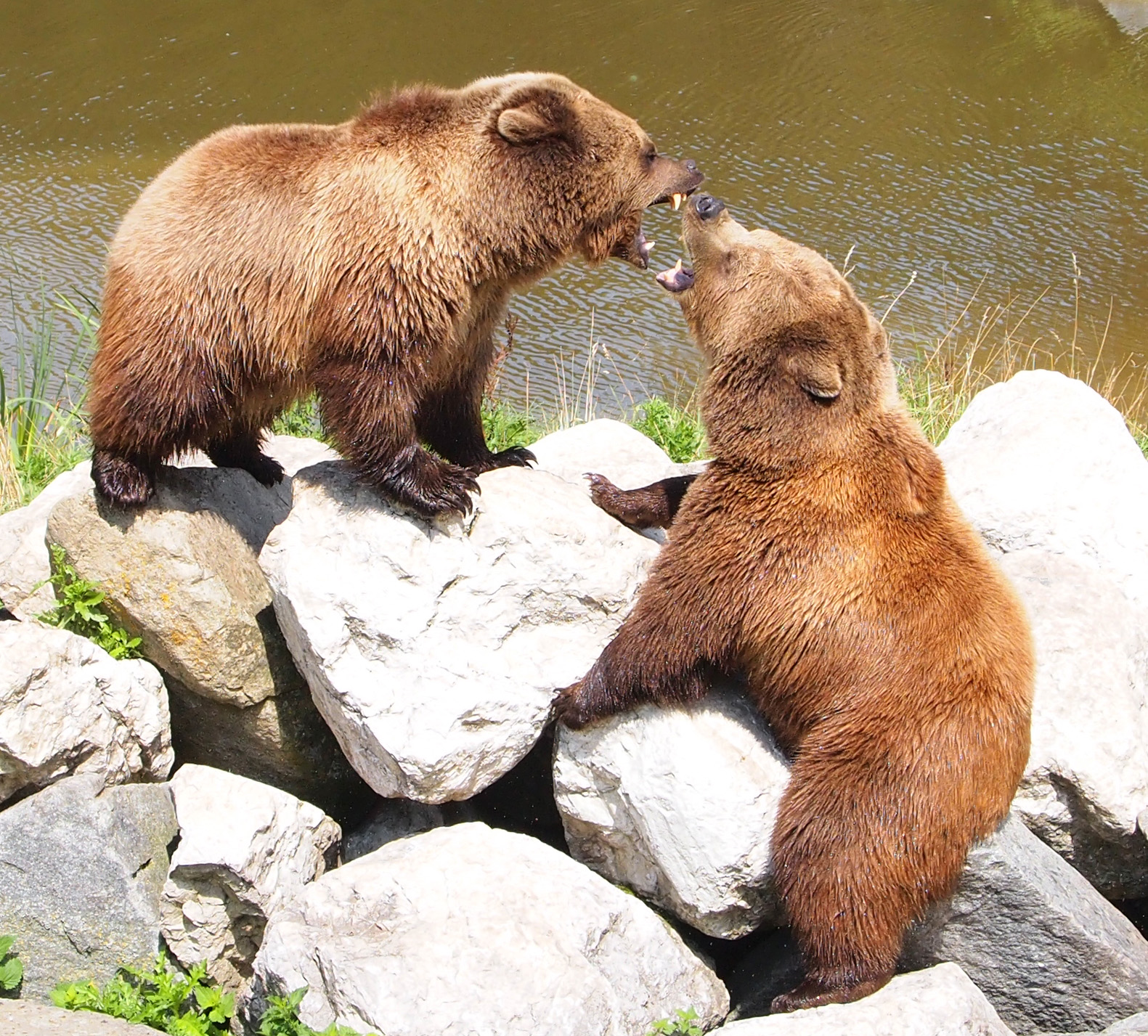
Los osos dominantes expulsan de su territorio a los demás osos.

La competencia por interferencia es el proceso mediante el cual los individuos compiten a través de peleas o enfrentamientos en pos de los recursos. Puede comportar luchas, robos o combates ritualizados. La competencia intraespecífica directa también incluye la reclamación de los territorios por parte de los animales, mediante la cual impiden a los demás animales el acceso a la zona. Puede que no llegue a haber un enfrentamiento real entre los dos competidores, pero el animal excluido del territorio sufre una pérdida de aptitud al reducirse su zona de alimentación al evitar el riesgo de confrontación con un miembro dominante de la población. Como los organismos se enfrentan unos con otros en la competencia por interferencia desarrollan comportamientos y morfologías que les ayuden a imponerse a los rivales de su población.
En la época de cría se multiplican los casos de competencia directa por el acceso a la reproducción. Muchos animales se muestran más agresivos con sus congéneres del mismo sexo, y otros que son gregarios y tolerantes fuera de la época reproductiva reclaman territorios solos o en pareja cuando llega esta. En un estudio sobre los flamencos chilenos (Phoenicopterus chilensis) se descubrió que los individuos en pareja son mucho más agresivos que los solteros. Es más probable que los flamencos emparejados empiecen disputas agonísticas en defensa de su pareja o polluelo, mientras que los individuos no reproductores se muestran menos dispuestos a luchar. No todas las aves de una población se pueden aparear debido a la proporción de sexos o porque algunos machos dominantes se aparean con varias hembras. Las parejas son un recurso muy disputado en muchas especies, tanto de aves como del resto de animales, ya que tras la supervivencia la reproducción es esencial para que un individuo pueda propagar sus genes a la siguiente generación. Los machos de elefante marino norteño (Mirounga angustirostris) se enzarzan en cruentas luchas por el control de los harenes de hembras, y solo los más grandes y más fuertes logran mantener un harén, y el resto de la población de machos no consigue reproducirse en su vida.

### Indirectos

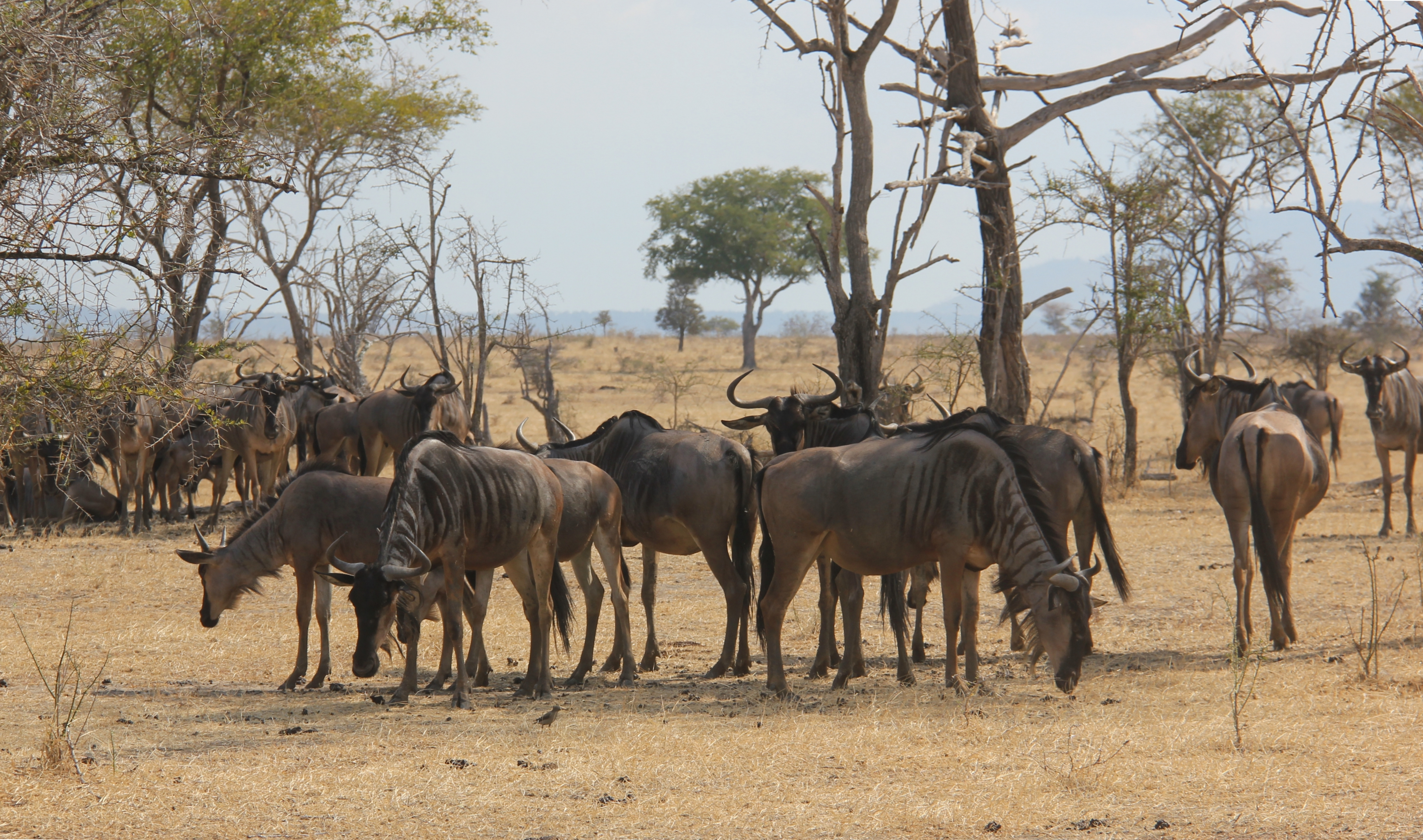
En la competencia por explotación se consumen los recursos (como la fuente de alimento) hasta casi agotarlos, lo que perjudica a toda la población.

Los organismos pueden competir indirectamente por medio de la competencia por explotación o la competencia evidente. La competencia por explotación se produce cuando los individuos merman el recurso que comparten y por ello todos terminan disminuyendo su aptitud, aunque resultan victoriosos los más resistentes o los que más recursos consigan encontrar o alcanzar. Estos organismos puede que no lleguen a estar nunca en contacto, sino que la interacción se produce de forma indirecta por medio del recurso compartido. En los organismos estáticos como las plantas, la competición por explotación desempeña un papel más importante que la competición por interferencia, y al estar enraizadas en un área determinada solo pueden utilizar los recursos de su entorno inmediato sin poder emigrar como los animales. Los retoños compiten por la luz, y la mayoría serán bloqueados y desbancados por los árboles más altos. Los retoños son superados fácilmente por los adultos de su propia especie, por lo que es tan importante que la dispersión de las semillas se produzca a distancias largas, ya que una semilla que germine demasiado cerca de sus padres es muy probable que quede en la sombra y muera.
La competencia evidente sucede en las poblaciones sometidas a depredación. Un incremento de la población de la presa atraerá a más depredadores a la zona, lo que incrementa el riesgo de cada individuo de ser devorado y por ello disminuye su capacidad de supervivencia. Como en la competencia por explotación, los individuos no interactúan directamente pero sufren una reducción de su aptitud como consecuencia del incremento del tamaño de la población. La competencia evidente generalmente se asocia más con la competencia interespecífica que con la intraespecífica. Cuando dos especies comparten un depredador común cualquier adaptación que haga que una especie sea menos atrapada resulta en una disminución de la aptitud de la otra especie de presa, porque los depredadores cazarán con más intensidad a la que les sea más fácil de conseguir; pero también funciona entre individuos de la misma especie de una población, puesto que la variabilidad genética y la condición física hacen que no todos los miembros de la misma especie tengan similares aptitudes para escapar de los depredadores.

## Reparto de los recursos

### Regulado

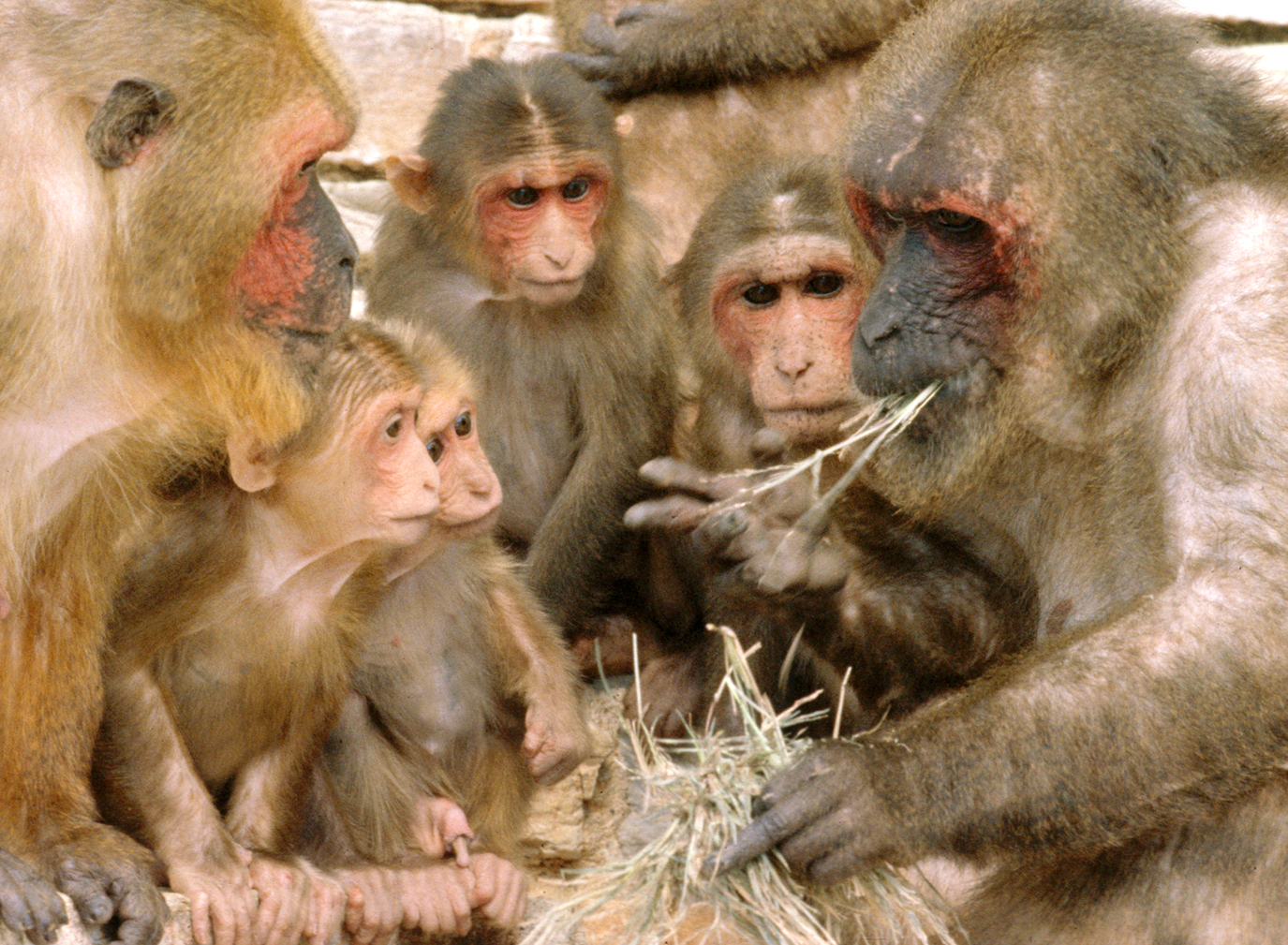
Entre los macacos el grado de acceso a los alimentos depende del rango que se ocupe en la jerarquía.

La competencia regulada tiene lugar cuando la obtención de un recurso está asociada a una estructura jerárquica. Cuando se produce competencia regulada el recurso se distribuye de forma desigual entre los miembros de la población, ya que o bien los recursos se encuentran en mayor proporción en los mejores territorios, controlados por los individuos más dominantes, miembros de los niveles más altos de la jerarquía social impiden el acceso libre al resto de individuos del grupo. En los capuchinos cariblancos  (Cebus capucinus) se dan ambos casos. Estos monos consumen distintas cantidades de alimento según su rango en el grupo y a qué banda pertenezcan, como ocurre en muchos primates. Los capuchinos viven en grupos sociales formados por machos y hembras que compiten con los demás grupos por conseguir el territorio con el mejor suministro de alimento, pero a su vez los miembros del mismo grupo compiten entre sí por conseguir el alimento, y los monos dominantes del grupo obtienen una cantidad desproporcionadamente grande en comparación con los miembros subordinados.

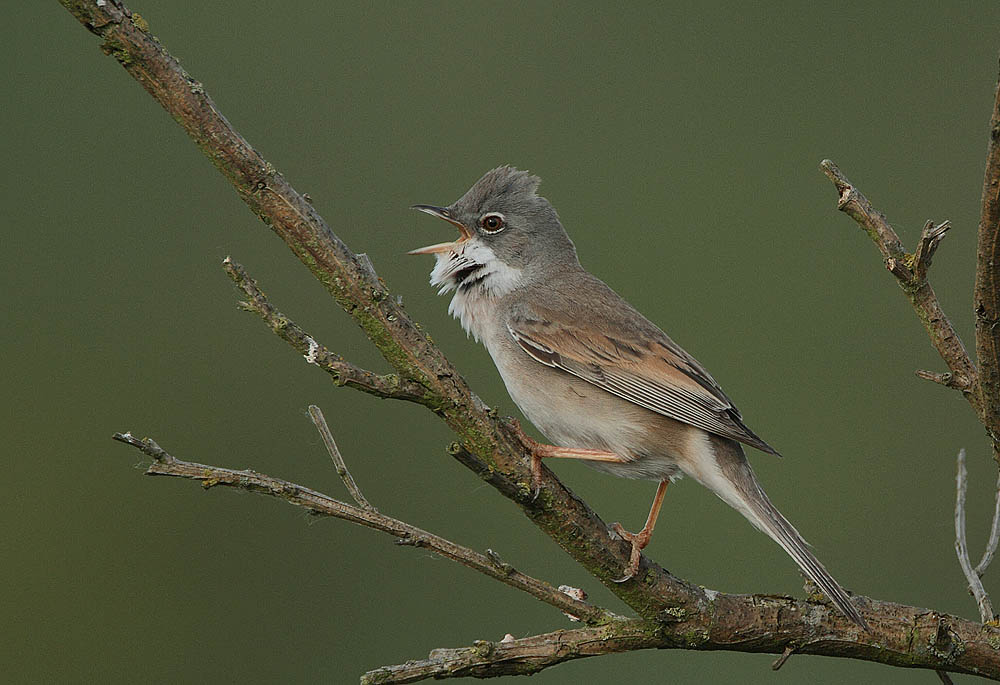
Muchas aves marcan su territorio mediante el canto. Así evitan enfrentamientos directos con sus competidores.

Los enfrentamientos agresivos son potencialmente perjudiciales para los individuos porque pueden resultar heridos y ser menos capaces de alimentarse, reproducirse o huir de los depredadores. Por ello muchas especies desarrollaron formas de combate ritualizado para determinar quién gana en un enfrentamiento y tiene acceso a un recurso sin tener que tomar parte en una pelea peligrosa. Los machos de víbora común europea (Vipera berus) mantienen complejas confrontaciones ritualizadas cuando compiten por las hembras. Así generalmente gana el más grande y las luchas raramente terminan con alguno de los contendientes heridos. Los grupos jerárquicos también usan estos combates ritualizados que disminuyen la cantidad de enfrentamientos agresivos en el seno del grupo. Tras una lucha agresiva inicial se establecen los rangos de dominancia entre los individuos en disputa. Así una vez establecida la jerarquía los siguientes conflictos se suelen resolver de forma ritualizada sin recibir heridas ni el individuo dominante ni el subordinado.
La competencia regulada produce una dinámica de población relativamente estable. La distribución desigual del recurso causa que algunos individuos mueran por su carencia cuando los recursos escasean, pero ayuda a sobrevivir y reproducirse a los miembros de la población que mantienen un territorio, o que están en la cumbre jerárquica de un grupo. Como el número de territorios de una región no varía con el tiempo, la población reproductora permanece constante y produce una cantidad similar de nuevos individuos en cada temporada de cría.

### Anárquico
En la competencia anárquica se reparten más equitativamente los recursos que en la regulada ya que se produce cuando hay una fuente común del recurso de la cual no se puede excluir a los individuos. Como todos tienen acceso al recurso que es finito, cuando crece la población tiende a agotarse en perjuicio de todos. Por ejemplo, los animales que pastan compiten con más intensidad por la hierba cuando crece su población y el alimento se convierte en un recurso limitante. Entonces cada herbívoro obtiene menos alimento cuantos más individuos compitan por la misma comida.
La competencia anárquica tiende a producir dinámicas de población inestables, ya que la distribución igualitaria de los recursos cuando escasean puede causar que muy pocos organismos obtengan los suficientes para sobrevivir y reproducirse, produciendo que la población colapse. Este fenómeno se denomina sobrecompensación. Por ejemplo, las orugas de la polilla cinabrio se alimentan en competencia anárquica, y cuando hay demasiadas orugas se produce un gran colapso de la población y muy pocas alcanzan el estado de pupa. En consecuencia pocas polillas compiten en la siguiente generación, permitiendo que se recupere su recurso alimenticio, hasta que vuelve a crecer rápidamente la población y se repite el colapso.

## Consecuencias de la competencia intraespecífica

### Disminución de la tasa de crecimiento

Crecimiento exponencial de la población humana en el.

La competencia intraespecífica  es un fenómeno dependiente de la densidad o desodependiente. Cuando los recursos son infinitos no se produce competencia intraespecífica y la población puede crecer exponencialmente. El crecimiento exponencial de la población es muy raro, pero, por ejemplo, se ha registrado entre la población humana desde 1900. Las poblaciones de elefante africano (Loxodonta africana) del parque nacional Kruger (Sudáfrica) también crecieron exponencialmente a mediados del siglo XX tras establecerse estrictos controles de la caza furtiva.
A pesar de la simplicidad del Modelo Logístico o función logística de crecimiento poblacional es una herramienta útil para simular comportamientos poblacionales en diferentes tipos de organismos., y ha sido usada como modelo de muchos sistemas biológicos reales. En su forma diferencial la función es de la siguiente forma: 
Donde:
dN(t)/dt = tasa de cambio de la densidad de población
N(t) = tamaño de la población en un tiempo t
r = tasa de crecimiento per cápita
K = capacidad de carga
A densidades de población bajas N(t) es mucho más pequeño que K, con lo que el crecimiento de la población coincide con la tasa de crecimiento per cápita. Sin embargo, cuando N(t) se acerca al valor de la capacidad de carga el segundo término de la ecuación se hace menor, lo que reduce la tasa de crecimiento de la densidad de población.
Inicialmente la curva de la función logística es muy similar a la de la curva del crecimiento exponencial. Cuando la densidad es baja los individuos están libres de competencia y la población crece rápidamente. Sin embargo, cuando la población alcanza su máximo (la capacidad de carga), la competencia intraespecífica se hace feroz y la tasa de crecimiento per cápita baja hasta que la población alcanza un tamaño estable. A la altura de la capacidad de carga la tasa de cambio de la densidad de población es cero porque la población es tan grande como es posible según los recursos y condiciones disponibles. Al alcanzar la capacidad de carga se produce una asíntota en la curva, debido a que los valores poblacionales se mantienen "constantes".  
Los experimentos de laboratorio de Georgy Gause de los años 1930 mostraron crecimiento logístico en microorganismo. Poblaciones de levadura cultivadas en tubos de ensayo inicialmente crecen exponencialmente, pero al empezar a escasear los recursos su crecimiento disminuye hasta alcanzar la capacidad de carga. Si la población se traslada a un contenedor más grande con más recursos vuelven a crecer hasta alcanzar una nueva capacidad de carga. La forma de su crecimiento se ajusta con mucha precisión al modelo de crecimiento logístico. Y en los experimentos con pulgas de agua del género Daphnia las tasas de crecimiento se ajustan exactamente a la curva de crecimiento logístico.

### Evolución
La competencia intraespecífica es uno de los motores de la selección natural. La presión que ejerce la competencia impulsa la evolución, al fomentar cualquier cambio morfológico, comportamiento, genético, etc.  que permita dejar más descendencia a unos que a otros conespecíficos de la misma población. 
Por ejemplo las salamandras viscosas norteñas (Plethodon glutinosis) han evolucionado para variar los niveles de agresión según la competencia intraespecífica. En las poblaciones donde los recursos son escasos son más probables los comportamientos agresivos. Es una estrategia más efectiva luchar con más intensidad contra los rivales de tu propia especie en lugar de buscar otras alternativas cuando la comida disponible escasea. Las salamandras más agresivas tienen más probabilidad de obtener los recursos que necesitan para reproducirse, mientras que las más asustadizas probablemente morirán de hambre antes de reproducirse, por lo que los comportamientos agresivos tienden a fijarse en esas poblaciones.